# District de Hegyhát
Le district de Hegyhát (en hongrois : Hegyháti járás) est un des 10 districts du comitat de Baranya en Hongrie. Créé en 2013, il compte 12 662 habitants et rassemble 25 localités dont Sásd, son chef-lieu.

## Localités
| Nom                | Statut  | Superficie (km²) | Population (2013) |
| ------------------ | ------- | ---------------- | ----------------- |
| Mágocs             | Ville   | 42,54            | 2 376             |
| Sásd               | Ville   | 14,88            | 3 165             |
| Ág                 | Commune | 12,03            | 185               |
| Alsómocsolád       | Commune | 13,00            | 300               |
| Bakóca             | Commune | 10,65            | 291               |
| Baranyajenő        | Commune | 15,55            | 442               |
| Baranyaszentgyörgy | Commune | 7,27             | 150               |
| Felsőegerszeg      | Commune | 4,84             | 129               |
| Gerényes           | Commune | 12,34            | 240               |
| Gödre              | Commune | 39,93            | 876               |
| Kisbeszterce       | Commune | 7,47             | 89                |
| Kishajmás          | Commune | 11,76            | 204               |
| Kisvaszar          | Commune | 20,35            | 323               |
| Mekényes           | Commune | 17,77            | 291               |
| Meződ              | Commune | 10,41            | 129               |
| Mindszentgodisa    | Commune | 22,97            | 840               |
| Nagyhajmás         | Commune | 18,01            | 338               |
| Palé               | Commune | 2,15             | 96                |
| Szágy              | Commune | 9,40             | 151               |
| Tarrós             | Commune | 5,29             | 130               |
| Tékes              | Commune | 12,56            | 244               |
| Tormás             | Commune | 24,70            | 300               |
| Varga              | Commune | 8,36             | 103               |
| Vásárosdombó       | Commune | 11,74            | 1 120             |
| Vázsnok            | Commune | 4,75             | 150               |